# Jaden Schwartz
Jaden Schwartz (ur. 25 czerwca 1992 w Melfort, Saskatchewan, Kanada) – hokeista kanadyjski, gracz ligi NHL, reprezentant Kanady.

## Kariera klubowa
- Notre Dame Hounds (2005 - 2009)
- Tri-City Storm (2009 - 2010)
- Colorado College (2010 - 12.03.2012)
- St. Louis Blues (12.03.2012 -  
  -  Peoria Rivermen (2012 - 2013)

## Kariera reprezentacyjna
- Reprezentant Kanady na MŚ juniorów w 2011
- Reprezentant Kanady na MŚ juniorów w 2012
- Reprezentant Kanady na MŚ w 2013
- Reprezentant Kanady na MŚ w 2018

## Sukcesy
Reprezentacyjne
- Srebrny medal z reprezentacją Kanady na MŚ juniorów 2011
- Brązowy medal z reprezentacją Kanady na MŚ juniorów 2012